# Historiematerialism
Historiematerialism, även historisk materialism, är en benämning för den teori om samhällets utveckling, som utvecklade av Karl Marx och Friedrich Engels. Begreppet har ofta framställts som en uppsättning generella lagar för historien och dess förlopp, både av anhängare och motståndare. Marx och Engels varnade dock redan från början för en sådan tolkning; historiematerialism var inte ett "recept eller schema, efter vilket historien kunde läggas till rätta" utan en ledtråd för forskningen.

## Marx teori
Begreppet "historiematerialism" användes inte av Marx själv, istället talade han om en "materialistisk syn på historien". Marx menar att det enda som existerar är den materiella världen, och att idéer utgör en reflektion av den materiella/verkliga världen. Historien utgörs enligt Marx av att produktivkrafterna utvecklas mot människans frigörelse. Produktivkrafter syftar till de krafter som används för produktion, det vill säga arbetskraft och produktionsmedel (råvaror, maskiner, verktyg; sådant som förutom arbetskraft behövs för produktionen). Produktivkrafter ger upphov till produktionsförhållanden, som syftar till relationen mellan personer i produktionsprocessen (såsom arbetsgivare och arbetare) samt relationen mellan person och produktionsmedel. Produktivkrafternas och därmed också samhällets utveckling sker till följd av vad Marx betraktar som "inneboende motsägelsefullheter" mellan produktivkrafterna och produktionsförhållandena. Produktivkrafterna och produktionsförhållandena utgör tillsammans det Marx benämner som samhällets "bas". Förutom "basen" menar Marx att det även finns en "överbyggnad" bestående av ett samhällets politik, juridik, filosofi, moral, kultur etcetera.
Det huvudsakliga kausala förhållandet mellan basen och överbyggnaden är enligt Marx att basen avgör överbyggnadens innehåll och utformning. I och med detta utgörs Marx historieskrivning av att beskriva hur den ekonomiska basen förändrats, och hur därmed också samhället i stort förändrats. Till exempel menade Marx att när manuellt arbete var normen utvecklades produktionsrelationer och en överbyggnad som gynnade detta produktionssätt. Feodala produktionsrelationer utgjordes (vad gäller relationen mellan människor) av livegenskap, en form av slaveri där feodalherren ägde sina "arbetare". Överbyggnaden bestod då av en auktoritär religion och en moral med fokus på lydnad, lojalitet och fullföljande av samhällsplikter. När produktivkrafterna utvecklades under industrialiseringen blev det feodala produktionssättet enligt Marx ineffektivt, vilket ledde till utvecklingen av det kapitalistiska produktionssättet. Detta menar Marx ledde till utvecklingen av kapitalistiska produktionsrelationer (kapitalist och lönearbetare) och en kapitalistisk överbyggnad. Den kapitalistiska överbyggnaden består bland annat av religionsfrihet, kontraktsfrihet samt en moral byggd på egoism och konkurrens. Det är enligt Marx produktivkrafternas utveckling som leder till människans frigörelse, i och med att det kapitalistiska produktionssättet till slut övergår till det kommunistiska produktionssättet.
Huruvida Marx ansåg att produktivkrafter (och/eller klasskonflikt) determinerar överbyggnaden, eller om han menade att det sker en form av ömsesidig påverkan mellan bas och överbyggnad, är ett omdebatterat ämne inom marxismen. Enligt Engels är det ett missförstånd att Marx och han ansåg att den ekonomiska basen determinerar överbyggnaden. Det ska enligt Engels ha varit bland annat detta missförstånd som fått Marx till att säga att "det enda jag vet är att jag inte är marxist". Marx historiematerialism kan enligt Peter Singer antingen tolkas som "hård determinism" eller som en syn på samhället som en "totalitet" där alla delar ömsesidigt påverkar varandra. Marxister såsom Mao Zedong, Louis Althusser, Jon Elster och Antonio Gramsci har dock framfört tolkningar av historiematerialismen som inte kan kategoriseras in i någon av dessa kategorier.
Marx var själv mycket inspirerad av Hegels kunskapsteoretiska holism, men sätter istället för "andens bildningsgång" människors aktiva verksamhet för grunden till hur man kunde få kunskap. Han menade att teori och praktik därmed inte går att skilja från varandra, vilket innebär att det är människan som ska undersökas när man studerar historien. För att studera samhällen och historiska epoker måste man därför utgå från människornas "objektiva ställning i den materiella produktionen".

## Kritik
Historiematerialismen har kritiserats både från liberalt (exempelvis Karl Poppers kritik om falsifierbarhet) och socialistiskt håll. Rudolf Rocker skrev i sin Anarcho-syndicalism (1938) om historiematerialismen:
Under the influence of this theory people came to regard the different forms of the state and all other social institutions as a 'juridical and political superstructure' on the 'economic edifice' of society, and thought that they had found in that theory the key to every historic process. In reality every section of history affords us thousands of examples of the way in which the economic development of a country has been set back for centuries and forced into prescribed forms by particular struggles for political power.
Rocker går vidare och tar Spanien som exempel på ett land där den ekonomiska utvecklingen var långt framåtskriden men avstannades av den kristna monarkins "triumf". Han menar att många fler exempel kan hittas där den politiska arenan har påverkat den ekonomiska strukturen mer än vice versa.